# Pseudyrias arcadelti
Pseudyrias arcadelti là một loài bướm đêm trong họ Noctuidae.